# Пермяки (Свердловская область)
Пермяки — деревня в Шалинском районе Свердловской области России. Входит в Шалинский муниципальный округ.
Ранее деревня входила в состав Саргинского сельсовета Шалинского района.

## География
Деревня Пермяки расположена в 16 километрах к востоку от посёлка Шаля (в 23 километрах по дорогам), по обоим берегам реки Сылвы, в верхнем течении. В полутора километрах к северо-востоку от деревни расположен остановочный пункт Пермяки (ранее 178 км) Свердловской железной дороги. В деревне имеется пруд.

## История
Название происходит от прозвища первопоселенцев, коми-пермяков либо выходцев из Пермской земли.
Деревня основана в 1655 году, упоминается в записках писателя Д. Н. Мамина-Сибиряка. По его воспоминаниям, имелось около 300 дворов, церковь, школа, гостиница, мельница.
В 1900 годах основным занятием местных жителей было хлебопашество, скотоводство, охота, рыбная ловля, рубка леса и выжиг древесного угля для Сылвенского завода и Староуткинского завода. В советское время работал колхоз. В настоящее время является дачным посёлком.

## Население
| 2002 | 2010 | 2021 |
| ---- | ---- | ---- |
| 25   | ↘16  | ↘13  |